# Jim Hendricks
James Richard Hendricks (Atkinsons, 10 de fevereiro de 1940) é um guitarrista e músico folk americano.
Nascido em Atkinson, Nebraska, Hendricks começou a tocar violão e violão de aço na juventude, e começou a se apresentar publicamente enquanto trabalhava como professor em Omaha, Nebraska, no início dos anos 1960. Um de seus shows contou com a presença de Cass Elliot, que convidou Hendricks para se juntar a ela e Tim Rose no grupo folclórico de Nova York The Big 3. O grupo teve sucesso tocando The Bitter End, em turnê com o comediante Bill Cosby e aparecendo no The Tonight Show.
Hendricks foi casado com Cass Elliot em 1963, com quem teve uma filha chamada de Owen Vanessa Elliot, mas o casamento foi anulado em 1968. Em 1964, Elliot e Hendricks começaram o grupo folclórico The Mugwumps, que incluía Denny Doherty, John Sebastian e Zal Yanovsky. O grupo durou oito meses antes de Sebastian e Yanovsky formarem "The Lovin` Spoonful" e Doherty e Elliot se tornarem metade dos The Mamas & the Papas. Hendricks se mudou para Los Angeles e formou The Lamp of Childhood, que lançou três singles na Dunhill Records em 1966-1967, sem sucesso. Ele melhorou suas composições enquanto estava com a banda e, depois de sair, escreveu "Summer Rain", um hit de Johnny Rivers, e "Long Lonesome Highway", música tema da série de televisão "Then Came Bronson".
Hendricks acabou se mudando para Nashville, Tennessee, na década de 1970 e começou a turnê com a família e a escrever música cristã contemporânea. Hendricks toca guitarra, bandolim, dobro e auto-harp e já gravou mais de 50 álbuns, abrangendo uma variedade de estilos, principalmente americanos, country e cristãos contemporâneos, incluindo vários álbuns instrumentais da Benson Records e mais tarde Maple Street Music, uma gravadora que ele co-fundou em 1996.